# Арло, мальчик-аллигатор
Арло, мальчик-аллигатор — американский приключенческий анимационный фильм 2021 года, режиссёрский дебют Райана Крего. Главные роли в фильме исполняют Майкл Джей Вудард и Мэри Ламберт в своих дебютных ролях Арло и Берти соответственно. Премьера состоялась 16 апреля 2021 года на Netflix. Фильм получил три номинации на премии «Энни» 2022 года.

## Сюжет
Арло Борегарда, мальчика-полуалегатора, вскоре после рождения помещают в канализационный коллектор под Нью-Йорком, откуда его уносит поток воды. Приплыв на болото, Арло усыновляется и воспитывается женщиной по имени Эдме. В подростковом возрасте Арло хочет общаться с другими людьми, но боится, что его внешность аллигатора не будет принята обществом. На пятнадцатый день рождения Эдме дарит ему браслет с родословной и сообщает, что он из Нью-Йорка. Не зная, что его на самом деле бросили, Арло решает отправиться в город, чтобы найти своего биологического отца, Анселя.

## Роли озвучивали
- Майкл Дж. Вудард — Арло Борегарда, мальчик-аллигатор
- Мэри Ламберт — Берти
- Хейли Тью — Алия, девочка-тигрица
- Эрик Бауза — Bradley Alouicious • Barn Folk • дворецкий • фотограф

## Производство
Фильм был анонсирован Netflix в ноябре 2020 года с Райаном Крего в качестве режиссёра. Саундтрек к фильму был выпущен Capitol Records 16 апреля 2021 года.

## Критика
На Rotten Tomatoes 85 % из 20 отзывов критиков положительные, со средней оценкой 7,3/10.
Кристи Пучко из Pajiba написала, что элементы ЛГБТ в фильме «не только приветствуется, но и является новаторским», и похвалила сюжет, персонажей и анимацию.